# Drahomír Kadlec
Drahomír Kadlec (* 29. November 1965 in Příbram, Tschechoslowakei) ist ein ehemaliger tschechischer Eishockeyspieler.

## Karriere
Drahomír Kadlec begann seine Karriere als Eishockeyspieler bei TJ Poldi SONP Kladno, für dessen Seniorenmannschaft er in der Saison 1984/85 sein Debüt in der 1. ČNHL, der tschechischen Staffel der zweithöchsten tschechoslowakischen Spielklasse, gab. Mit seiner Mannschaft erreichte er auf Anhieb den Aufstieg in die 1. Liga. Nach einem Jahr mit Kladno in der höchsten tschechoslowakischen Spielklasse, musste er seinen Militärdienst ableisten und spielte deshalb von 1986 bis 1988 für den Armeesportklub ASD Dukla Jihlava. Daraufhin kehrte er für weitere zwei Jahre nach Kladno zurück. Von 1990 bis 1993 stand der Verteidiger für HIFK Helsinki in der finnischen SM-liiga auf dem Eis. Die Saison 1993/94 begann er bei seinem Stammverein aus Kladno in der nach Teilung der Tschechoslowakei erstmals ausgetragenen tschechischen Extraliga, verließ den Verein jedoch bereits nach nur elf Spielen, um für den ESV Kaufbeuren in der Eishockey-Bundesliga zu spielen. Als zur Saison 1994/95 mit der Deutschen Eishockey Liga auch in Deutschland eine neue höchste Spielklasse eingeführt wurde, blieb der zweifache Olympiateilnehmer noch weitere zweieinhalb Jahre bei den Bayern, ehe er die Saison 1996/97 beim HC Zlín in der tschechischen Extraliga beendete. 
Von 1997 bis 1999 spielte Kadlec je eine Spielzeit lang für die Extraliga-Teilnehmer HC Litvínov und HC Slezan Opava. Zur Saison 1999/2000 erhielt er einen Vertrag bei Tappara Tampere aus der SM-liiga, verließ die Finnen jedoch nach nur fünf punkt- und straflosen Spielen und verbrachte die folgenden vier Jahre beim EC Bad Tölz in der 2. Eishockey-Bundesliga. Zuletzt trat der Tscheche von 2003 bis 2006 für den HC Neumarkt in der italienischen Serie A1 bzw. Serie A2 an, ehe er seine Karriere im Alter von 40 Jahren beendete.

### International
Für die Tschechoslowakei nahm Kadlec an den Weltmeisterschaften 1987, 1989, 1990 und 1992 teil. Zudem stand er 1987 im Aufgebot der Tschechoslowakei beim Canada Cup sowie Olympischen Winterspielen 1992 in Albertville. Bei allen seinen vier WM-Teilnahmen für die Tschechoslowakei gewann er mit seiner Mannschaft ebenso die Bronzemedaille wie bei den Olympischen Winterspielen 1992. 
Für Tschechien nahm er an den Weltmeisterschaften 1993, 1994 und 1996 teil. Darüber hinaus vertrat er sein Heimatland bei den Olympischen Winterspielen 1994 in Lillehammer sowie 1996 beim World Cup of Hockey. Bei der WM 1993 gewann er mit Tschechien die Bronze-, bei der WM 1996 die Goldmedaille.

## Erfolge und Auszeichnungen
- 1985 Aufstieg in die 1. Liga mit TJ Poldi SONP Kladno

### International
- 1985 Silbermedaille bei der U20-Junioren-Weltmeisterschaft
- 1987 Bronzemedaille bei der Weltmeisterschaft
- 1989 Bronzemedaille bei der Weltmeisterschaft
- 1990 Bronzemedaille bei der Weltmeisterschaft
- 1992 Bronzemedaille bei den Olympischen Winterspielen
- 1992 Bronzemedaille bei der Weltmeisterschaft
- 1993 Bronzemedaille bei der Weltmeisterschaft
- 1996 Goldmedaille bei der Weltmeisterschaft